# 中井汲泉
中井 汲泉（なかい きゅうせん、1892年7月1日 - 1970年8月24日）は、京都府出身の美術家、図画教師である。本名は中井 政治郎。

## 来歴
1892年（明治25年）7月1日、京都市上京区に生まれる。京都市立絵画専門学校に進み、竹内栖鳳らから日本画を学ぶ。2年生の時に文展の初入選を果たしたが、教師の目を通さずに出品したことから逆に叱責を受けた。翌年、教師に提出したものの、修正の指導に納得できず、それ以降は官展公募展を問わず出品することはなかった。
岩手県の旧制岩手県立盛岡中学校（現 岩手県立盛岡第一高等学校）から図画教員の勧誘がある。一度は固辞したものの、盛岡から訪ねて来た使いの者の「雪景色も、また良うござんすよ」の一言で赴任を決めた。1929年、37歳で盛岡中学校に着任。生徒たちに自由に創作させ、その個性を見守る指導方針を採った。京都在住時には六代目歌川豊国に絵の手ほどきをし、盛岡での教え子には福田隆や村田三樹二郎らがいた。教職の傍ら、岩手県産木材を使った郷土玩具の制作も行った。戦争の激化により授業が減少したことから、盛岡中学を退職。戦後も盛岡に暮らし、岩手県の風俗や方言を県外に伝えることを兼ねて、「盛岡方言絵はがき集」を製作。滋賀県の民族絵画である「大津絵」に着想を得て、「南部絵」の制作を志した。一点ずつ筆で描く方法では量産が困難であったため、「染絵」の技法を採り入れた。1956年には作品を通じて岩手の民芸を全国に伝えた功績から、第9回岩手日報文化賞を受賞。その年に京都に戻り、工芸喫茶「わびすけ」を開店。亡くなる直前まで染絵や絵はがきを中心とした創作活動を行った。
1970年（昭和45年）8月24日、死去。享年78。27年間暮らした盛岡では飄々とした人柄で親しまれ、1974年の命日には教え子や友人らにより、盛岡市北山の法泉寺に画碑が建立された。生誕130年にあたる2022年には、盛岡市先人記念館で企画展が開催された。

## 作風
ほのぼのした作風が特徴で、こけしや土人形などの郷土玩具を制作。木綿の布に糊で図案を描き、染色して地の色を白く残す染絵の技法は福田隆にも影響を与えた。1963年には、随筆『夢十夜』を著した。

### 著書
- 中井 汲泉『夢十夜』中井汲泉随筆集刊行会、1963年。[10]